# Parque nacional Theodore Roosevelt
El Parque Nacional Theodore Roosevelt (en inglés Theodore Roosevelt National Park) es un parque nacional estadounidense que comprende tres áreas geográficamente separadas de tierras baldías en la parte oeste de Dakota del Norte. El parque recibió su nombre por el presidente de los Estados Unidos Theodore Roosevelt. El parque cubre 285 km² de tierra divididos en tres secciones: la North Unit, la South Unit y la Elkhorn Ranch Unit.
La más grande, la South Unit, se encuentra al lado de la interestatal 94 cerca de Medora. La North Unit, más pequeña, está a 130 km al norte de la South Unit, junto a la U.S. Route 85 o Ruta 85, al sur de Watford City. El Rancho Elkhorn se sitúa entre las unidades norte y sur, aproximadamente a 32 km al oeste de la Ruta 85 y de Fairfield. El río Pequeño Misuri fluye a través de las tres unidades del parque mientras que el sendero Maah Daah Hey conecta las tres.

## Historia

### Conexión con Roosevelt
Roosevelt llegó a Dakota del Norte por primera vez en septiembre de 1883 para cazar bisontes. Durante este primer corto viaje consiguió cazar animales y se enamoró del áspero estilo de vida y de la "perfecta libertad" del Oeste. Invirtió 14 000 dólares en el Rancho Maltese Cross que estaba siendo administrado por Sylvane Ferris y Bill Merrifield a siete millas al sur de Medora y ese invierno Ferris y Merrifield construyeron la cabaña Maltese Cross. Tras la muerte de su mujer y su madre el mismo día, el 14 de febrero de 1884, Teddy Roosevelt volvió a su rancho de Dakota del Norte buscando soledad y tiempo para sanar. Ese verano comenzó la construcción de su segundo rancho, el Rancho Elkhorn, 35 millas al norte de Medora para el que contrató a dos leñadores de Maine, Bill Sewall y Wilmot Dow, para que se encargasen de su cuidado. Teddy Roosevelt desarrolló un gran interés por sus ranchos y por la caza en el Oeste y detalló sus experiencias en artículos publicados en periódicos del este y revistas. Escribió tres obras importantes sobre su vida en el Oeste: Ranch Life and the Hunting Trail (Vida en el rancho y el sendero de caza), Hunting Trips of a Ranchman (Viajes de caza de un ranchero)  y The Wilderness Hunter (El cazador de las tierras salvajes). 
Los riesgos y esfuerzos de su "agotadora" vida en la naturaleza y la pérdida de su ganado durante el invierno de la hambruna de 1886-1887 fueron muy influyentes en las iniciativas para la conservación que Theodore Roosevelt desarrolló como presidente de los Estados Unidos (1901-1909).

### Creación del parque

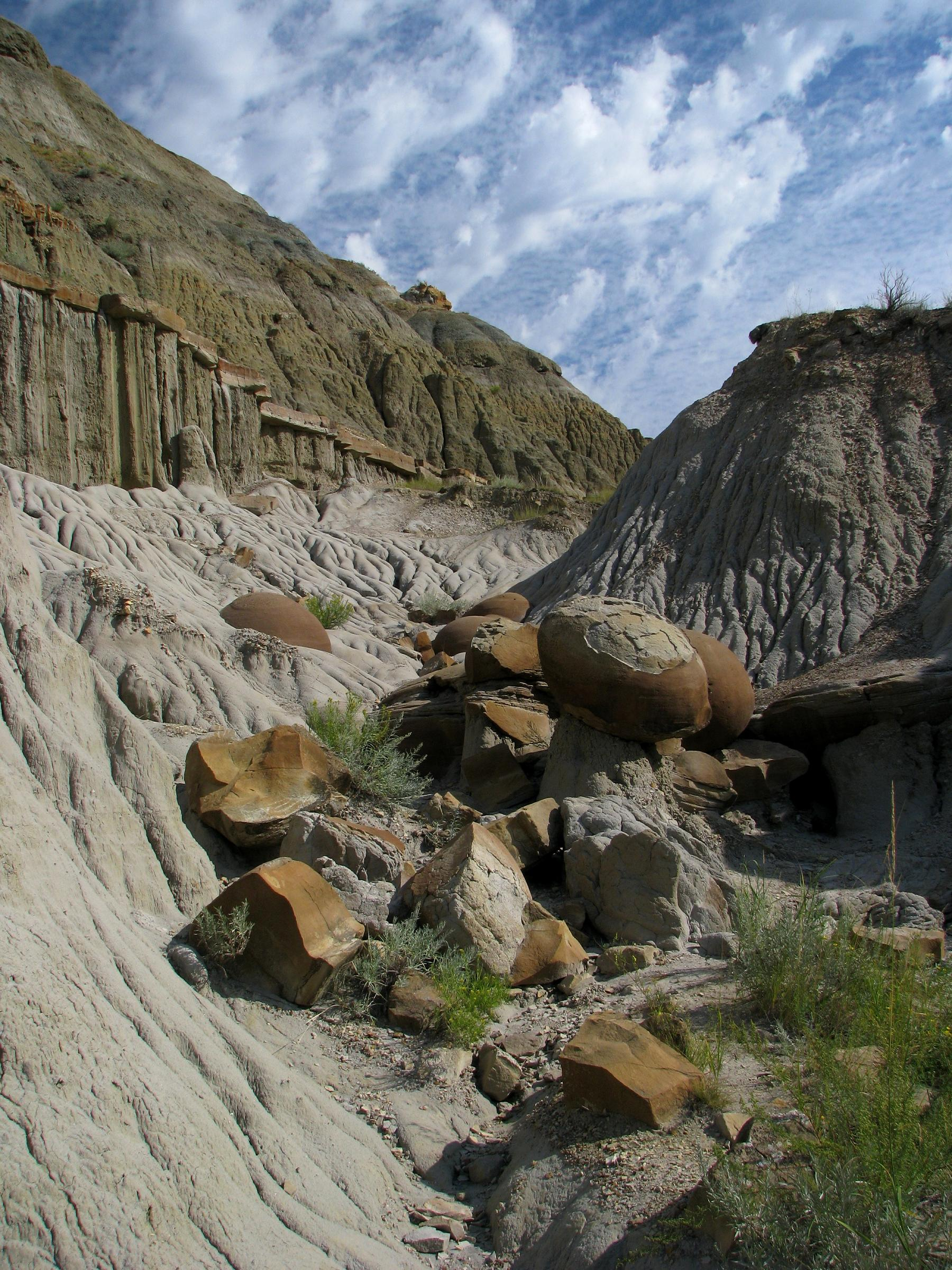
Concreciones en bala de cañón en la North Unit.

Tras la muerte de Theodore Roosevelt en 1919 se llevaron a cabo exploraciones en las Tierras Baldías del Pequeño Misuri para determinar posiblas emplazamientos de un parque. Se levantaron campamentos del Cuerpo Civil de Conservación en las futuras unidades del parque entre 1934 y 1941 y se construyeron carreteras y otras estructuras que aún se usan hoy en día. El área recibió la designación de Roosevelt Recreation Demonstration Area en 1935, pasó a estar bajo control del Servicio de Pesca y Vida Silvestre de los Estados Unidos con el nombre de Theodore Roosevelt National Wildlife Refuge (refugio nacional para la vida silvestre) y el 25 de abril de 1947 el presidente Truman estableció el Theodore Roosevelt National Memorial Park, el primer y único National Memorial Park (parque conmemorativo nacional) establecido en la historia del país. En 1978, ya con el añadido de las modificaciones en sus límites y la inclusión de los 121,1 km² del Theodore Roosevelt Wilderness (área salvaje), el nombre de la zona pasó a ser parque nacional Theodore Roosevelt.

## Atractivos

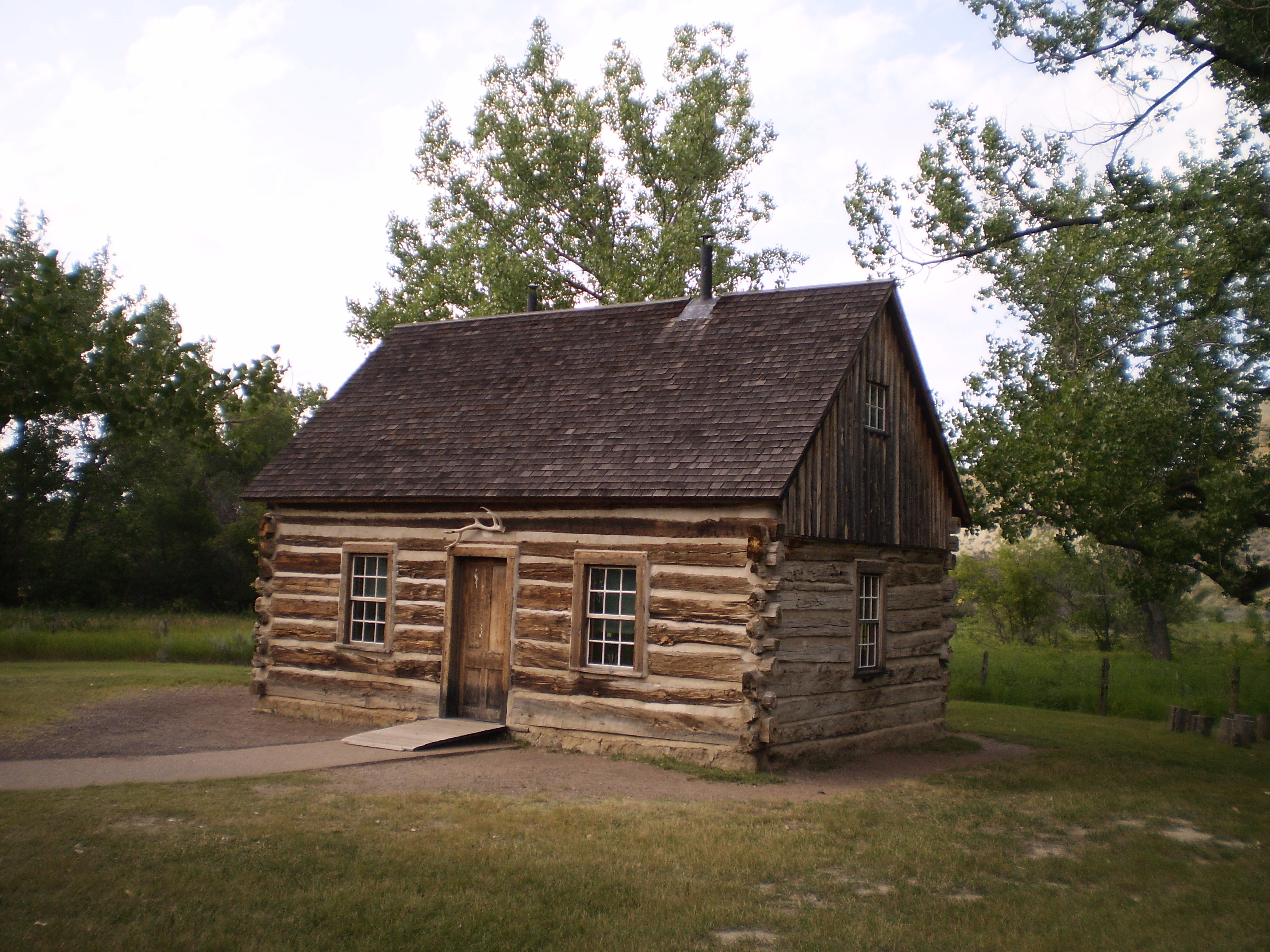
Cabaña Maltese Cross de Theodore Roosevelt.

Las dos principales unidades del parque cuentan con miradores, aproximadamente 160 km de caminos y pistas para caballos, lugares de observación de la vida salvaje y sitios para haceer senderismo y acampar. Hay tres campamentos construidos: Juniper Campground en la North Unit y Cottonwood Campground y Roundup Group Horse en la South Unit.
Uno de los atractivos más populares del parque es la posibilidad de observar la vida salvaje. El parque es el hogar de una gran variedad de fauna de las Grandes Llanuras como el bisonte, caballos salvajes, uapitíes, musmones, ciervos de cola blanca y ciervos mulos, perritos de las praderas y al menos 186 especies de aves que incluyen águilas reales, urogallos de las praderas y pavos salvajes. Los bisontes pueden resultar peligrosos y se avisa a los visitantes que deben observarse desde la distancia. El bisonte, el uapití y el musmón han sido reintroducidos con éxito en el parque.
El paisaje cambia constantemente siguiendo el paso de las estaciones. La hierba marronácea y aletargada es omnipresente desde finales del verano hasta finales del invierno pero despliega un vibrante color verde a principios del verano junto a cientos de especies de plantas florecientes. El invierno resulta atractivo cuando la nieve cubre el áspero terreno de las tierras baldías y transforma el parque en lo que Theodore Roosevelt llamó "el hogar de una aplanada desolación".

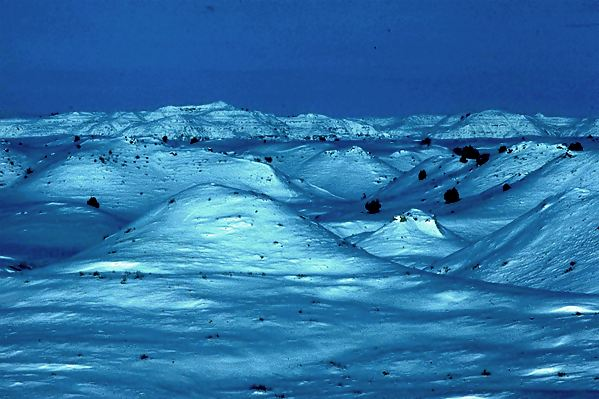
Las tierras baldías durante el invierno.

Las tierras baldías fueron de gran importancia en la vida de Theodore Roosevelt y el parque es un recuerdo de su contribución a la conservación de los recursos naturales de Estados Unidos. Un museo situado en el centro de visitantes de la South Unit proporciona información sobre Theodore Roosevelt y sus días como ranchero. La cabaña Maltese Cross de Roosevelt está abierta al público todo el año en el mismo centro de visitantes.
El rancho Elkhorn de Roosevelt es un área remota del parque a 55 km al norte de Medora a la que se puede acceder a través de carreteras de grava. Deben consultarse con los guardias del parque las condiciones de las carreteras y las rutas de acceso. Se han conservado los cimientos del rancho y algunos edificios comerciales aunque partes de la cabaña se retiraron y trasladaron después de que Roosevelt abandonase el rancho. Las amenazas para el rancho Elkhorn incluyen las explotaciones petrolíferas cercanas, especialmente por la contaminación visual y los olores del tratamiento del petróleo y el tráfico.
El parque es un destino popular de senderismo y paseos a caballo y los permisos para acampar se pueden obtener en los centros de visitantes de ambas unidades. Los más de 160 km de pistas lo convierten en un parque adecuado para el senderismo pero a lo largo de los caminos el agua y la sombra escasean incluso junto a los caminos. Las unidades del parque están rodeadas sobre todo por praderas nacionales del Servicio Forestal. Los cielos nocturnos de la zona son especialmente oscuros lo que lo convierte en un lugar ideal para la observación de estrellas y, en ocasiones, de la aurora boreal. 

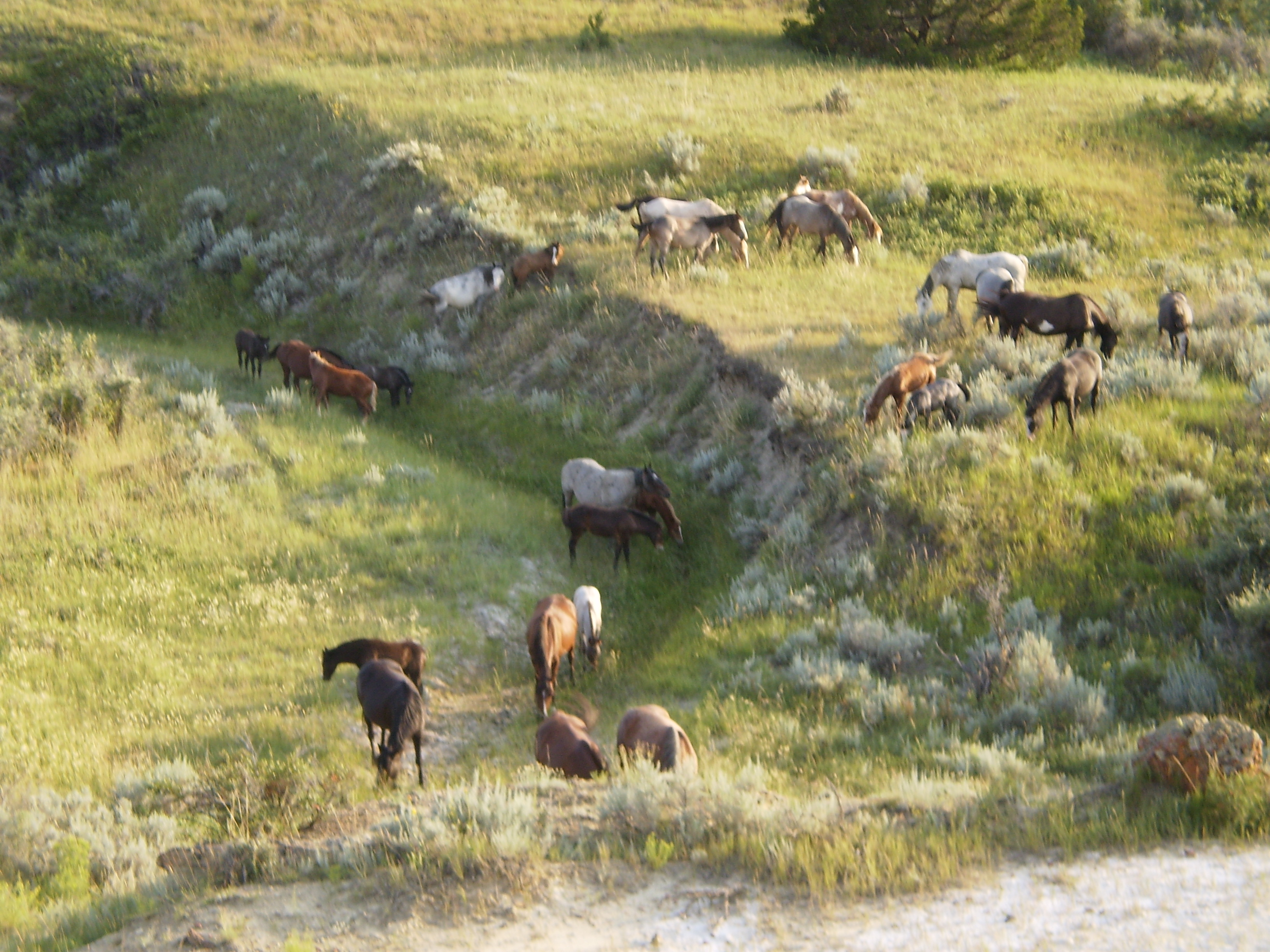
Manada de caballos salvajes en el parque nacional Theodore Roosevelt.

El parque se halla rodeado por completo de una alambrada de 2,1 m de altura para mantener a los bisontes y caballos salvajes dentro del parque y al ganado fuera de él. Otros animales pueden pasar por encima, por debajo o a través de la alambrada en lugares específicos dispuestos con ese propósito.
La ciudad de Medora, a la entrada de la unidad del sur, proporciona una experiencia turística del oeste, con aceras de tablones, heladerías de estilo antiguo y paseos en carruaje. Existen varios museos y el anfiteatro Burning Hills ofrece representaciones nocturnas del "Medora Musical" desde finales de junio hasta comienzos de septiembre.
El parque controla oficialmente la población de bisontes, caballos y uapitíes para mantener un ecosistema equilibrado. Los biólogos también vigilan las poblaciones de perritos de las praderas aunque el parque solo controla su población en ocasiones en las que suponen una amenaza para las construcciones o la salud humana.